# Goshen (Indiana)
Goshen ist eine City im Elkhart County, Indiana, USA, sowie dessen County Seat. Es ist das kleinere der beiden städtischen Zentren der Metropolitan Statistical Area Elkhart-Goshen.
Die Stadt liegt im nördlichen Teil von Indiana nahe der Grenze zu Michigan, in einer Region, die als Michiana bekannt ist. Goshen liegt 10 Meilen südöstlich von Elkhart, 25 Meilen südöstlich von South Bend, 120 Meilen östlich von Chicago und 150 Meilen nördlich von Indianapolis. Bei der Volkszählung 2010 betrug die Bevölkerung 31.719 Personen.
Die Stadt ist bekannt als ein Zentrum der Herstellung von Freizeitfahrzeugen und Zubehör, als Heimat des Goshen College und des kleineren Mennonite Liberal Arts College sowie als Standort der Elkhart County 4-H Fair, einer der größten County-Messen in den Vereinigten Staaten. Darüber hinaus liegt Goshen zwischen zwei großen nahegelegenen amischen Siedlungsgebieten, dem von Elkhart-LaGrange und dem von Nappanee.

## Städtepartnerschaft
Partnerstadt Goshens ist die deutsche Stadt Bexbach im Saarland.

## Persönlichkeiten

### Söhne und Töchter der Stadt
- Howard Hawks (1896–1977), Regisseur
- Kenneth Hawks (1898–1930), Regisseur und Filmproduzent
- Richard L. Hay (1926–2006), Geologe und Hochschullehrer
- Philip D. Gingerich (* 1946), Paläontologe
- Judy Loman (* 1936), Harfenistin und Musikpädagogin
- Rick Mirer (* 1970), American-Football-Spieler
- Amy Yoder Begley (* 1978), Langstreckenläuferin
- Kate Bolduan (* 1983), Fernseh-Journalistin

### Personen mit Bezug zum Ort
- Frederick A. Herring (1812–1908), Textilfabrikant, Evangelist, Dissident, Arzt und Botaniker in Goshen